# La Rose des sables (Johan et Pirlouit)
Pour les articles homonymes, voir Rose des sables (homonymie).
La Rose des sables est la vingt-cinquième histoire de la série Johan et Pirlouit, par Alain Maury et Luc Parthoens. Elle est publiée pour la première fois sous forme d'album en 2001.